# إريك لانغ
إريك لانغ هو ممثل أمريكي ولد في 19 فبراير 1973.

## روابط خارجية
- إريك لانغ على موقع IMDb (الإنجليزية)
- إريك لانغ على موقع ألو سيني (الفرنسية)
- إريك لانغ على موقع أول موفي (الإنجليزية)
- إريك لانغ على موقع قاعدة بيانات برودواي على الإنترنت (الإنجليزية)
- إريك لانغ على موقع قاعدة بيانات الأفلام السويدية (السويدية)
- إريك لانغ على موقع قاعدة بيانات الفيلم (الإنجليزية)
- إريك لانغ على موقع كينوبويسك (الروسية)